# Convention européenne d'établissement
La Convention européenne d'établissement est un traité multilatéral du Conseil de l'Europe, qui somme aux états signataires d'accorder aux ressortissants, l'accès à la résidence prolongée ou permanente, d'être préservé d'une procédure d'expulsion, de bénéficier de droits civils et nationaux, la protection légale et judiciaire, le droit d'exercer des activités lucratives (activités industrielles, commerciales, financières, agricoles, artisanales, professions libérales) dans des conditions déterminées par le traité lui-même.

## Adoption, signature et ratification

### Processus général
La convention a été conclue et signée le 13 décembre 1955, à Paris, en France. Elle est entrée en vigueur le 23 février 1965.
| Signataire  | Signature  | Ratification | Entrée en vigueur |
| ----------- | ---------- | ------------ | ----------------- |
| Allemagne   | 13/12/1955 | 23/02/1965   | 23/02/1965        |
| Autriche    | 13/12/1957 |              |                   |
| Belgique    | 13/12/1955 | 12/01/1962   | 23/02/1965        |
| Danemark    | 13/12/1955 | 09/03/1961   | 23/02/1965        |
| France      | 13/12/1955 |              |                   |
| Grèce       | 13/12/1955 | 02/03/1965   | 02/03/1965        |
| Irlande     | 01/09/1966 | 01/09/1966   | 01/09/1966        |
| Islande     | 13/12/1955 |              |                   |
| Italie      | 13/12/1955 | 31/10/1963   | 23/02/1965        |
| Luxembourg  | 13/12/1955 | 06/03/1969   | 06/03/1969        |
| Norvège     | 13/12/1955 | 20/11/1957   | 23/02/1965        |
| Pays-Bas    | 13/12/1955 | 21/05/1969   | 21/05/1969        |
| Royaume-Uni | 24/02/1956 | 14/10/1969   | 14/10/1969        |
| Suède       | 13/12/1955 | 24/06/1971   | 01/07/1971        |
| Turquie     | 13/12/1955 | 20/03/1990   | 20/03/1990        |